# Општина Рус (Салаж)
Рус (рум. Rus) општина је у Румунији у округу Салаж.
Oпштина се налази на надморској висини од 231 m.